# Archiv der Russischen Revolution

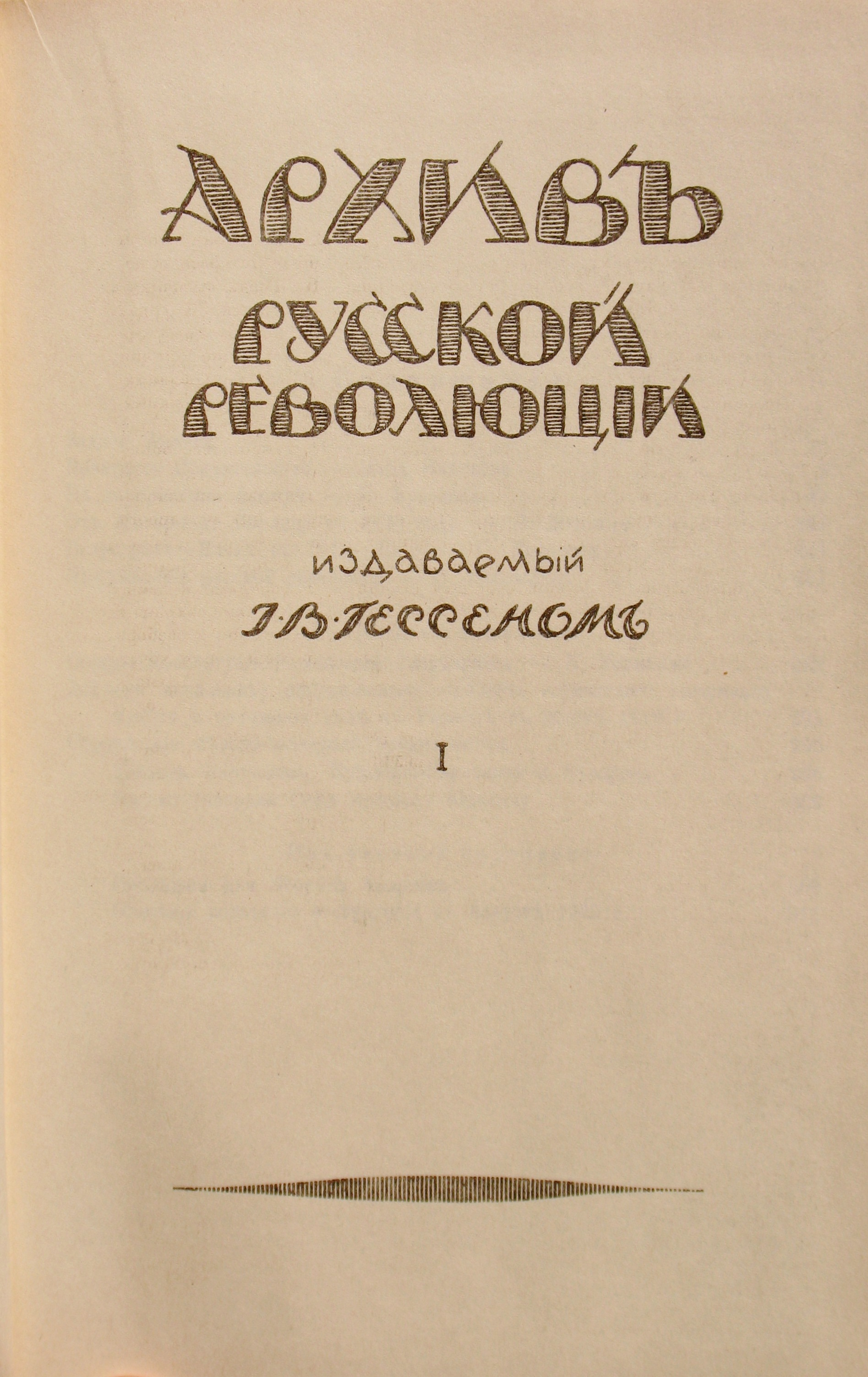
Titelblatt des ersten Bandes (1921)

Das Archiv der Russischen Revolution (russisch Архив русской революции / Archiw russkoi rewoljuzii, wiss. Transliteration Archiv russkoj revoljucii) ist eine russische Sammlung von Dokumenten zur Geschichte der revolutionären Ereignisse von 1917 und des Bürgerkriegs von 1918-1922 in Russland.
Die Dokumentationsreihe erschien zwischen 1922 und 1937 in Berlin im russischsprachigen Slowo-Verlag.
Sie besteht aus 22 Sammelbänden mit den Erinnerungen weißer Emigranten, Materialien und Dokumenten aus der Zeit der Oktoberrevolution und des Bürgerkriegs, die von dem Kadettenführer I. W. Gessen von 1921 bis 1937 herausgegeben wurden.

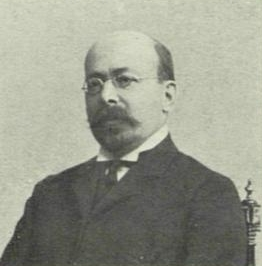
I. W. Gessen

Nachdrucke des Archivs der Russischen Revolution wurden in Russland 1991–1993 von Sowremennik (die ersten beiden Bände wurden als separate Bücher veröffentlicht), Politisdat und Terra in der Reihe Russisches Archiv / Русский архив (22 Bände in 12 Büchern) veröffentlicht.
Unter den Kosaken war die Meinung verbreitet, Lenin, als Kommunist, sei Jude, Trotzki hingegen nicht. Leo Trotzki (Mein Leben) führt für die Agitation der Weißen innerhalb der Roten Armee und die Verwendung antisemitischer Motive in seiner Autobiographie das folgende Beispiel aus dem Archiv der Russischen Revolution an:

„Die Weißen hatten zwar versucht, bei ihrer Agitation innerhalb der Roten Armee antisemitische Motive zu verwenden, doch ohne Erfolg. Dafür bietet die weiße Presse selbst genügend Beweise. In dem in Berlin erscheinenden Archiv der russischen Revolution erzählt ein weißgardistischer Autor folgende krasse Episode: „Ein Kosak, der gekommen war, uns zu besuchen, und den jemand absichtlich damit verletzen wollte, daß er ihm sagte, er stehe im Dienst und gehe in den Kampf unter dem Kommando des Juden Trotzki, erwiderte leidenschaftlich und überzeugt: ‚Keine Spur! ... Trotzki ist kein Jude. Trotzki ist ein Kämpfer! ... Er ist unser ... Ein Russe ... Lenin, ja, der Kommunist ... ein Jude; aber Trotzki ist unser ... Ein Kämpfer ... Ein Russe ... Der ist unser!‘“ 
Ein ähnliches Motiv kann man bei Babel, dem begabtesten unter unseren jungen Schriftstellern, in seiner Reiterarmee finden. Die Frage meines Judentums bekam erst mit Beginn der politischen Hetze gegen mich Bedeutung. Der Antisemitismus erhob das Haupt gleichzeitig mit dem Antitrotzkismus. Beide nähren sich aus der gleichen Quelle: der kleinbürgerlichen Reaktion gegen den Oktober.“

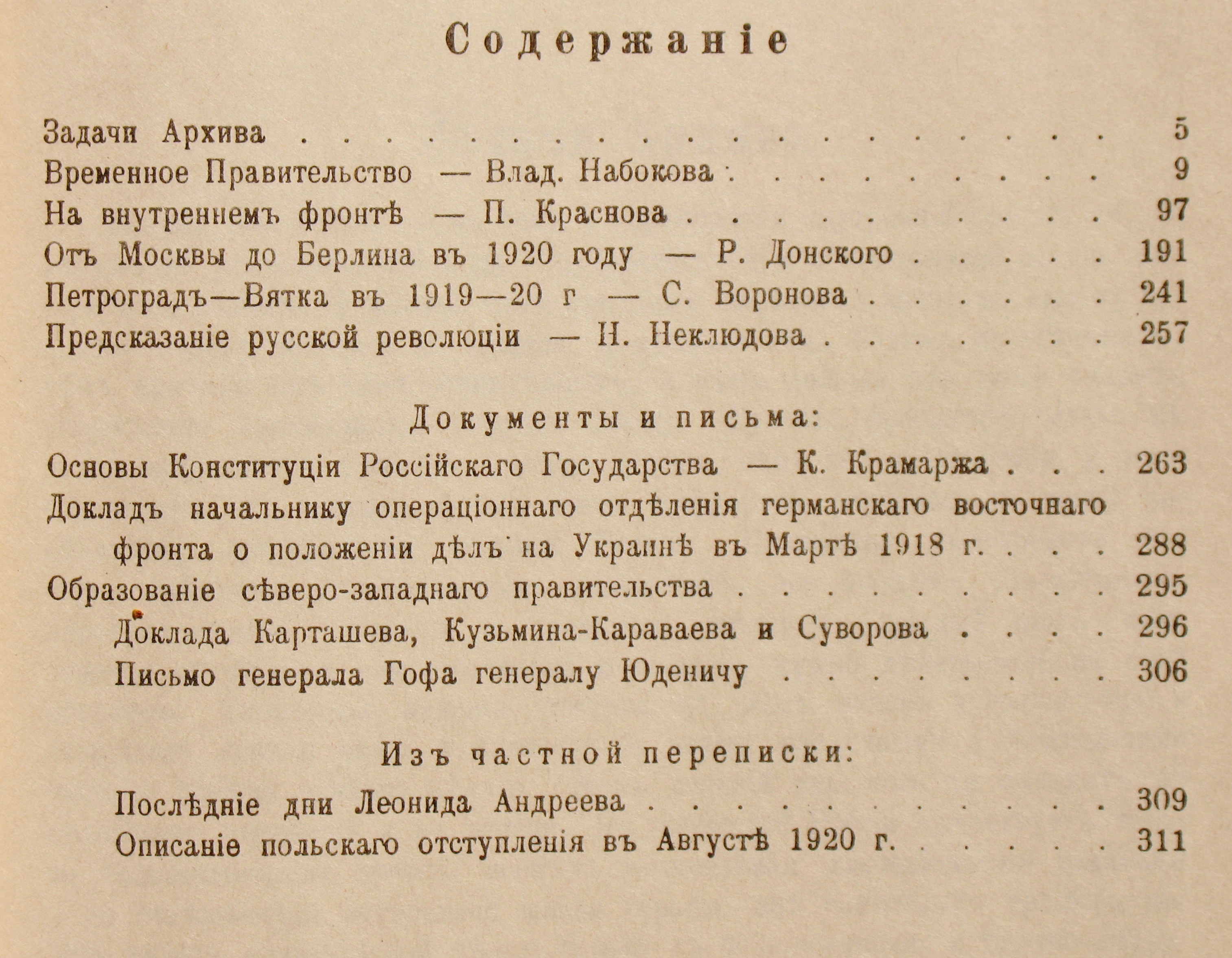
Inhalt des ersten Bandes
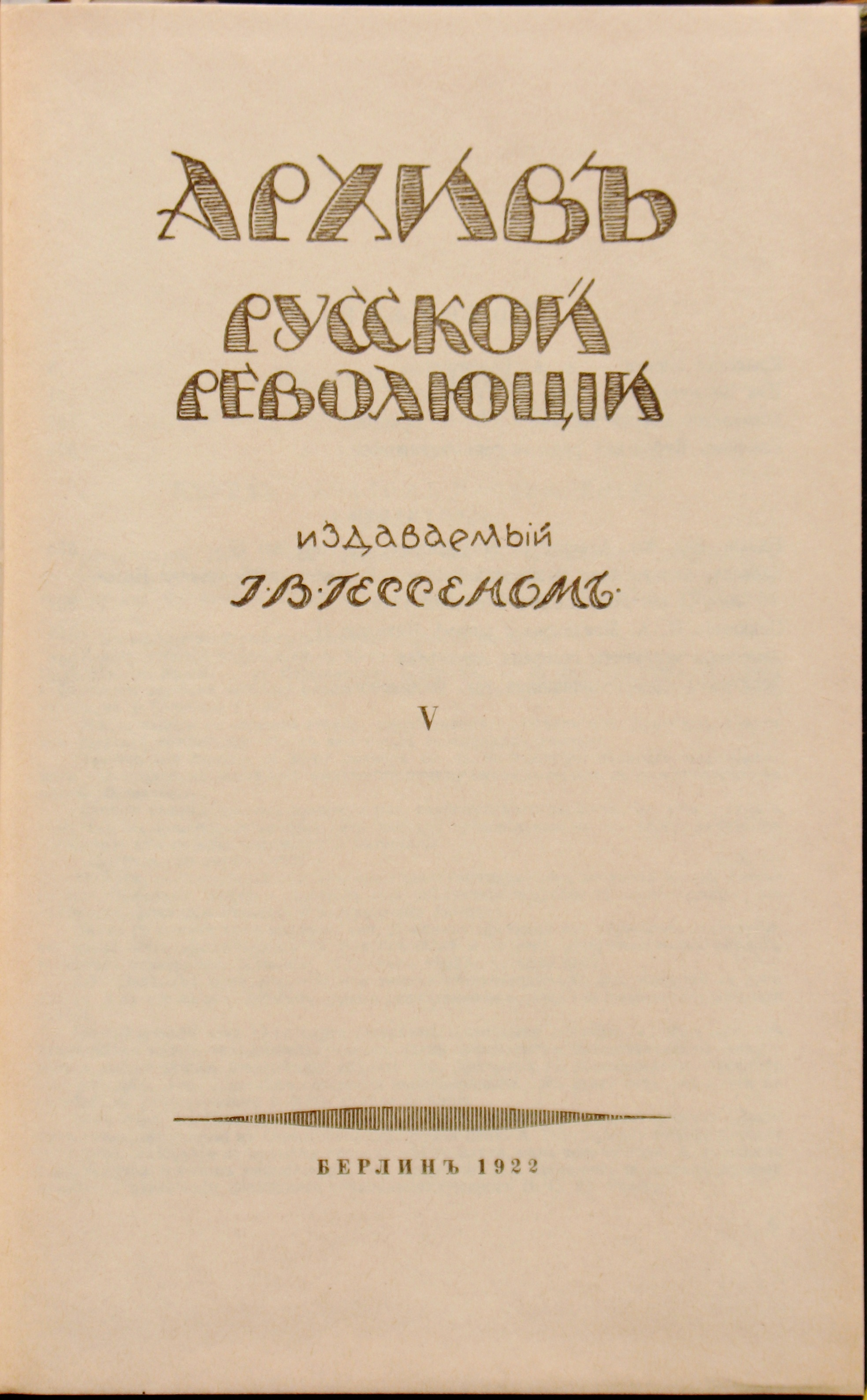
Titelblatt des fünften Bandes (1922)